# Sternentstehung

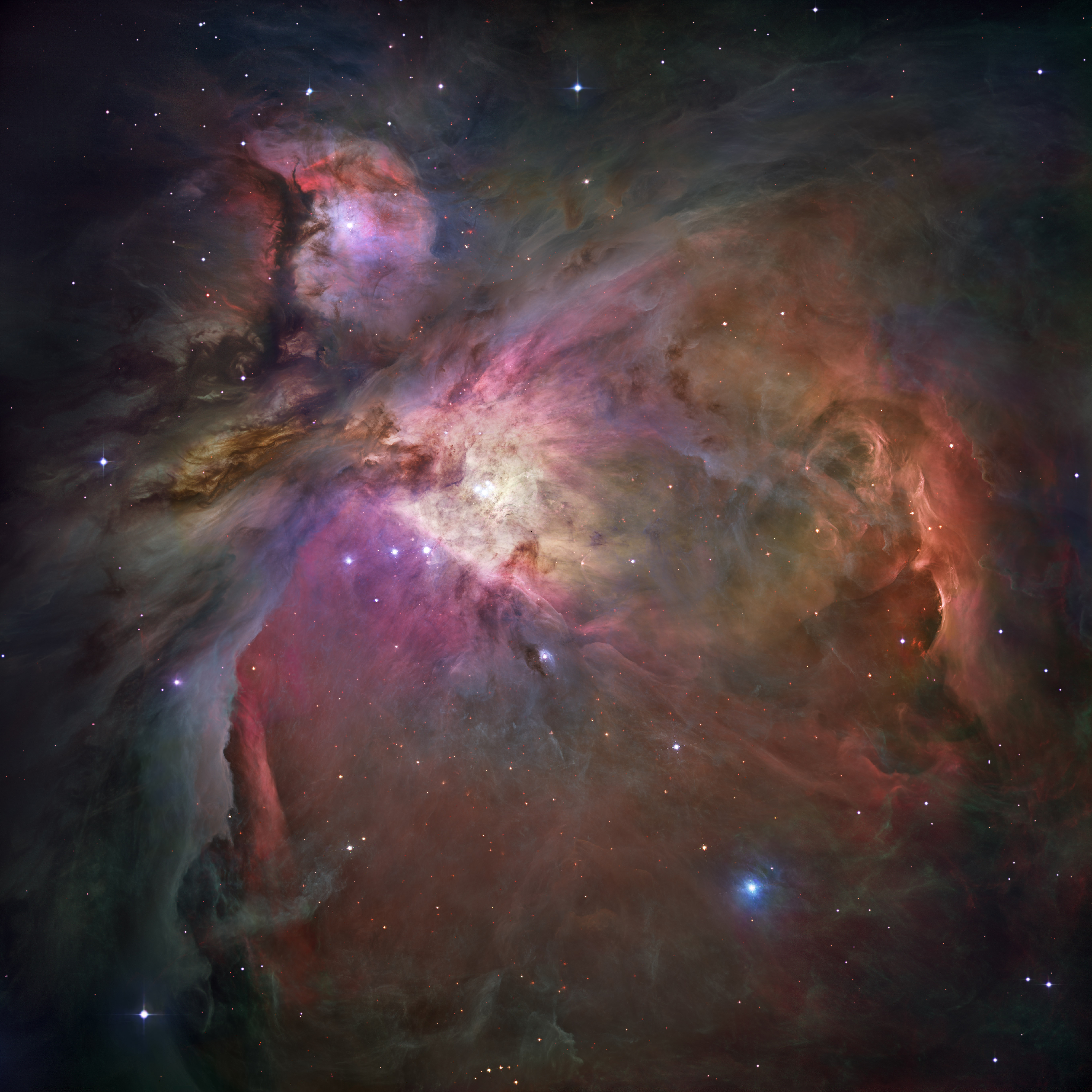
Der Orionnebel, ein nahegelegenes Sternentstehungsgebiet, aufgenommen mithilfe des Hubble-Weltraumteleskops

Säulen der Schöpfung: Entstehungsgebiet neuer Sterne im Adlernebel (Foto: NASA mit James-Webb-Weltraumteleskop)

Als Sternentstehung bezeichnet man allgemein jene Entwicklungsstadien, die bei der Bildung eines Hauptreihensterns aus dem kollabierenden Kern einer ausgedehnten Molekülwolke durchlaufen werden. Dabei verdichtet sich die zunächst diffus verteilte interstellare Materie um einen Faktor von etwa 1018 bis 1020. Zuletzt unterscheidet man mehrere Kollapsphasen, nämlich die Bildung
1. eines prästellaren Kerns,
2. eines Protosterns, und schließlich
3. eines Vorhauptreihensterns.

Während massearme Sterne auch isoliert entstehen können, findet die Bildung massereicherer Sterne vornehmlich in Sternhaufen statt. Diese unterschiedlichen Arten der Sternentstehung bestimmen wesentlich die Eigenschaften und die Entwicklung von Galaxien.

## Molekülwolken

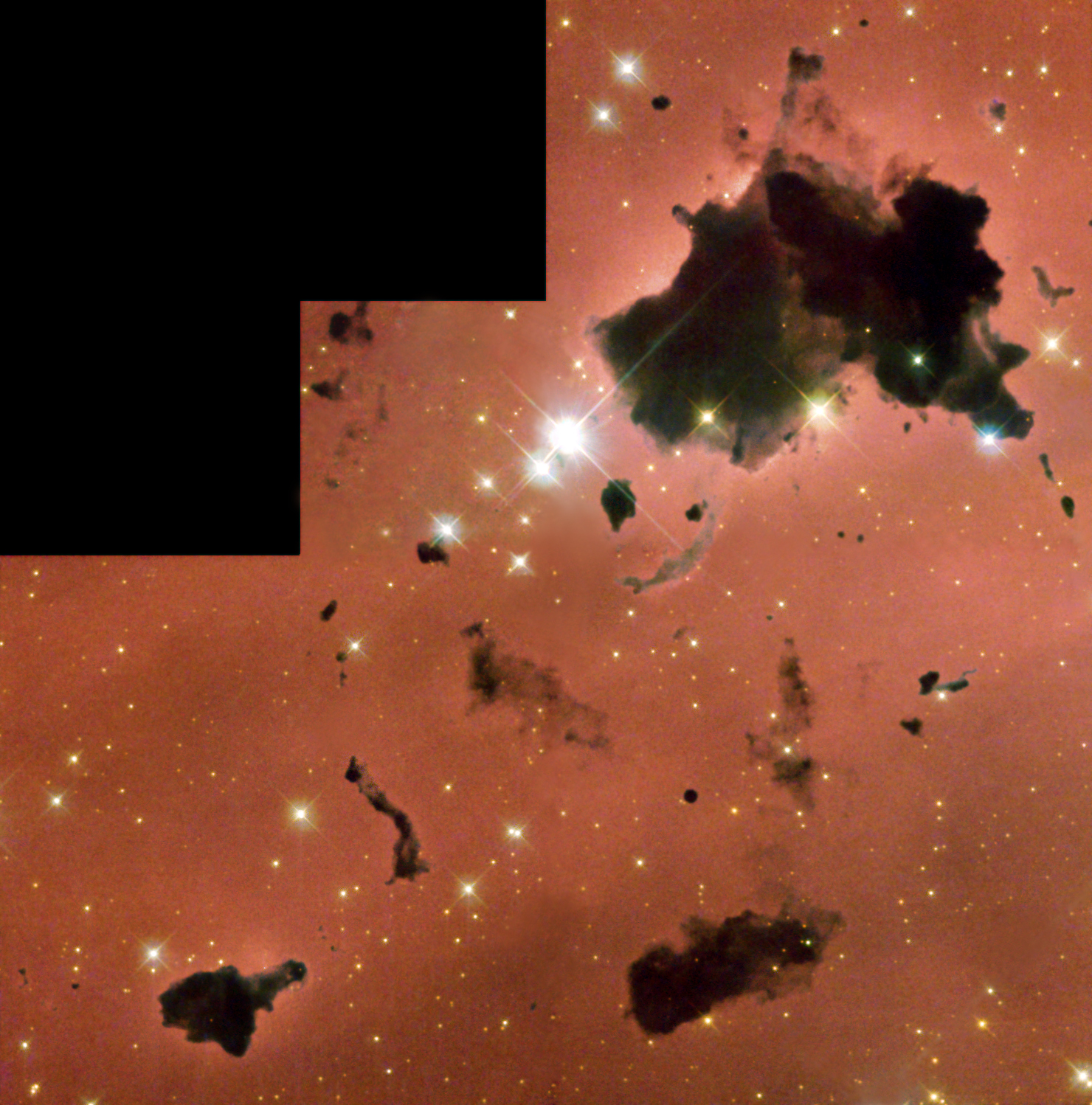
Bok-Globulen kennzeichnen eine Frühphase der Sternentstehung

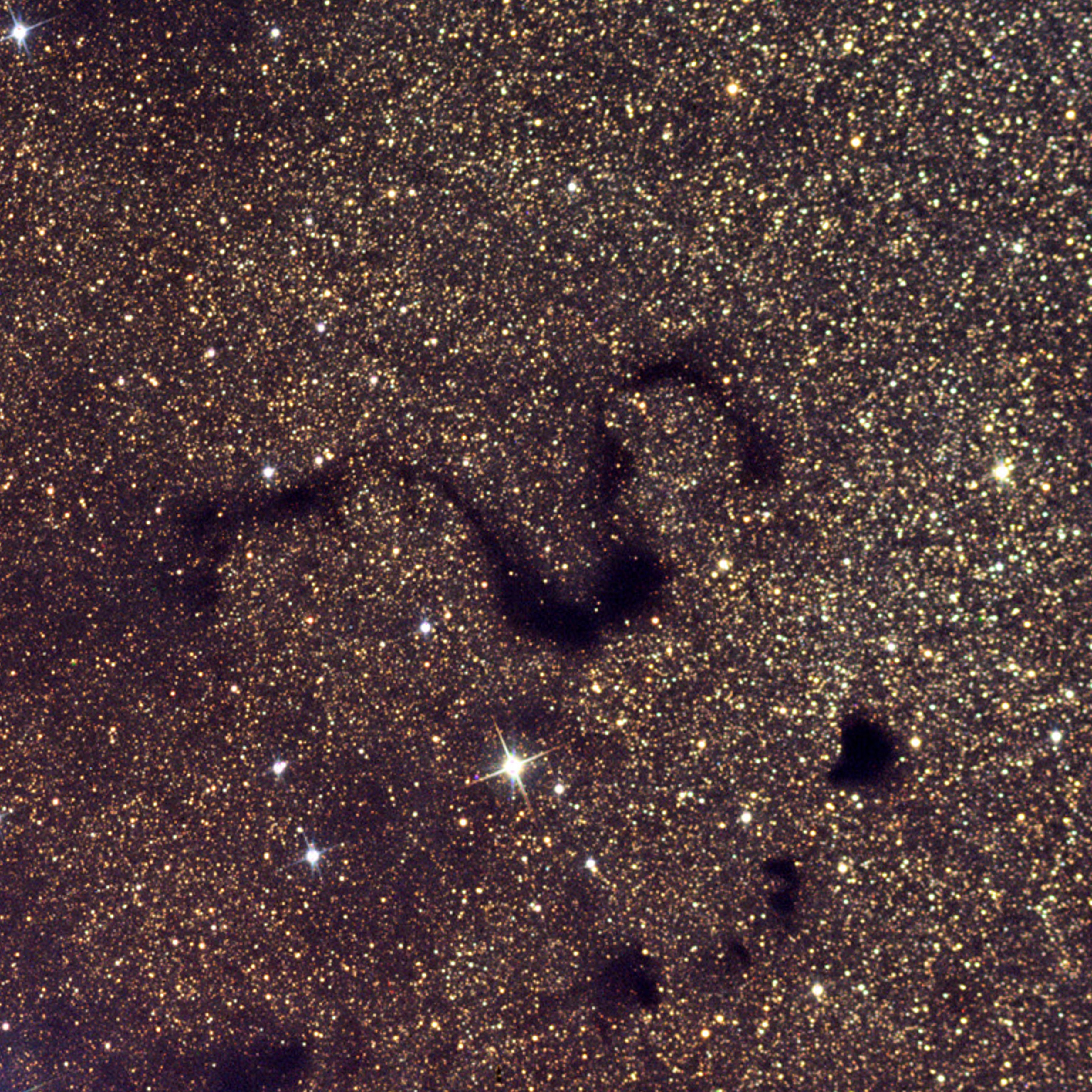
Der Snake Nebula, ein Gebiet mit Dunkelwolken im Sternbild Ophiuchus. Die dichte Gas- und Staubwolke verschluckt das Licht der dahinterliegenden Sterne.

Voraussetzung für die Entstehung von Sternen ist das Vorhandensein vergleichsweise dichter, kalter Materiewolken, sogenannter Molekülwolken. Erste Anzeichen für diese Wolken ergaben sich bereits aus Beobachtungen im 18. und 19. Jahrhundert: Caroline Herschel berichtet, ihr Bruder Wilhelm Herschel habe eine scheinbar sternlose Region, die aus heutiger Perspektive einer solchen Molekülwolke entspricht, im Sternbild Skorpion gefunden und mit den Worten „Hier ist wahrhaftig ein Loch im Himmel“ kommentiert. Erst zu Beginn des 20. Jahrhunderts konnten großflächige Himmelsdurchmusterungen mittels fotografischer Platten nachweisen, dass diese dunklen Regionen durch interstellare Wolken verursacht werden, die dahinterliegende Sterne verdecken. Bart Bok identifizierte schließlich diese Dunkelwolken als Orte der Sternentstehung, wohingegen deren Zusammensetzung weiterhin ein Rätsel blieb.
Heute ist es allgemein bekannt, dass diese Wolken zu rund 70 % aus molekularem Wasserstoff (H2) bestehen (woraus sich der Name „Molekülwolke“ ableitet), der von einer Hülle aus neutralen Wasserstoffatomen (H-I) umgeben ist. Neben H2 finden sich in diesen Wolken noch weitere Moleküle, beispielsweise Kohlenmonoxid (CO). Des Weiteren findet sich rund 1 % der Masse in Form von interstellarem Staub (Silikat- oder Graphitteilchen von der Größe 0,1 µm).
In der Milchstraße finden sich Molekülwolken mit mittlerer Dichte von etwa 100 H2-Molekülen je cm³ hauptsächlich in den Spiralarmen. Einige große Komplexe können dabei Durchmesser von etwa 150 Lichtjahren und Massen von 105 bis 106 Sonnenmassen (M☉) erreichen und werden deswegen auch als Riesenmolekülwolken bezeichnet (engl.: Giant Molecular Cloud oder GMC). Es gibt jedoch auch kleinere, relativ isolierte Molekülwolken mit Massen von weniger als hundert Sonnenmassen.

### Beobachtung von Molekülwolken
Da molekularer Wasserstoff aufgrund seiner Symmetrie kein elektrisches Dipolmoment hat, hat er bei Temperaturen von 10–20 K, wie sie in Molekülwolken üblich sind, keine beobachtbaren Absorptions- oder Emissionslinien und kann somit nicht beobachtet werden. Stattdessen müssen indirekte Beobachtungsmethoden (engl. Tracer), wie entweder das Vorhandensein von Stellvertretermolekülen oder von Staub genutzt werden. Die häufigsten Methoden sind:

#### Beobachtungen von Kohlenmonoxid
Kohlenmonoxid (CO) stellt nicht nur das zweithäufigste Molekül in solchen Wolken dar, sondern hat die Eigenschaft, dass seine Rotationsübergänge – Übergänge von einem Rotationszustand in einen anderen, bei denen Infrarotlicht ausgesandt wird – selbst bei niedrigen Teilchendichten beobachtet werden können. Aus solchen Beobachtungen folgt die Verteilung auf großen Skalen sowie die Menge der CO-Moleküle. Unter der Annahme, dass das Zahlenverhältnis von CO- zu H2-Molekülen konstant ist, kann ein Umrechnungsfaktor zwischen der H2-Dichte und der Intensität bestimmter CO-Spektrallinien bestimmt werden; diesen Umrechnungsfaktor vorausgesetzt, kann aus Messungen an CO die Gesamtstruktur der Molekülwolke rekonstruiert und ihre Masse bestimmt werden. Eine weitere empirische Beziehung besteht zwischen der Ausdehnung der Wolke und der Linienbreite der CO-Linien.

#### Beobachtungen der Wellenlängenabhängigkeit der Extinktion
Blaues Licht wird stärker an den interstellaren Staubteilchen gestreut als rotes. Dieser Umstand kann genutzt werden, um Extinktionskarten zu erstellen: Hintergrundsterne, die durch eine Molekülwolke scheinen, erscheinen systematisch röter als deren intrinsische Farbe, wenn sich entlang der Sichtlinie mehr Staub befindet, und weniger rot bei geringerem Staubaufkommen. Die Rötung ist direkt proportional zur Menge an interstellarem Staub entlang der Sichtlinie. Dies erlaubt, unter der Annahme eines konstanten Massenverhältnisses von Staub zu molekularem Wasserstoff, Rückschlüsse auf dessen Verteilung und somit auf die Struktur einer Molekülwolke. Diese Methode wird hauptsächlich bei Nahinfrarotwellenlängen angewendet. Hier hat sich für Astronomen der 2MASS (Two Micron All-Sky Survey) mit Beobachtungen bei 1,2 µm, 1,6 µm und 2,2 µm als wahre Fundgrube erwiesen, da er ihnen erlaubt, sogenannte Extinktionskarten des gesamten Himmels zu erstellen.

#### Ferninfrarotbeobachtungen
Aufgrund der niedrigen Temperatur von nur rund 10 K liegt die thermische Emission der Staubteilchen in den Molekülwolken bei Wellenlängen von rund 250 µm. In diesem Wellenlängenbereich sind Molekülwolken größtenteils optisch dünn, was einen direkten Rückschluss auf die Menge an Staub entlang der Sichtlinie zulässt. Da dieser Wellenlängenbereich jedoch nicht in einem Atmosphärenfenster liegt, sind Beobachtungen nur über Satelliten, wie z. B. ISO, möglich. Das im Jahr 2009 gestartete Satellitenteleskop Herschel bietet den Astronomen bisher unerreichte Auflösung und Sensitivität und hat seither die Art und Weise, wie Astronomen Sternentstehung sehen, revolutioniert.

### Molekülwolkenstruktur
|                              | Clouds  | Clumps  | Cores    |
| ---------------------------- | ------- | ------- | -------- |
| Masse (M☉)                   | 103–104 | 50–500  | 0,5–5    |
| Ausdehnung (pc)              | 2–15    | 0,3–3   | 0,03–0,2 |
| mittlere Dichte n(H2) (cm−3) | 50–500  | 103–104 | 104–105  |
| Gas Temperatur (K)           | ≈10     | 10–20   | 8–12     |

Einfache, analytisch lösbare Sternentstehungsmodelle gehen von sphärischen Molekülwolken aus. Dies führte zur Vorhersage von deutlich zu hohen Sternentstehungsraten.
Für realitätsnähere Computersimulationen der Sternentstehung muss jedoch berücksichtigt werden, dass Molekülwolken eine stark ausgeprägte, filamentäre Struktur haben. Entlang dieser Filamente befinden sich wie Perlen an einer Kette Verdichtungen, die als die Geburtsstätte von Sternen angesehen werden. Der physikalische Hintergrund dieser Struktur ist bis heute nicht vollständig verstanden. Man geht jedoch davon aus, dass ein Zusammenspiel von Gravitation und Turbulenz die Ursache ist. Die Turbulenz sorgt dabei für die lokalen Verdichtungen, aus denen sich im weiteren Verlauf Sterne bilden. Eine weitere Ursache für eine lokale Erhöhung der Gasdichte kann der Einfluss massereicher Sterne sein, die durch Sternenwinde das Material zusammenschieben und verdichten.
Üblicherweise definiert man in einer Molekülwolke eine hierarchische Struktur. Obwohl diese Unterteilung vermutlich keinen physikalischen Hintergrund hat und eine Molekülwolke eher eine fraktale Struktur besitzt, ist die Einteilung in Wolke (engl. Cloud), Klumpen (engl. Clump) und Kern (engl. Core) üblich und weit verbreitet. Als Cloud wird dabei die gesamte Struktur bezeichnet, ein Clump ist eine physikalisch zusammenhängende Untergruppe und ein Core ist eine gravitativ gebundene Einheit, die üblicherweise als der direkte Vorgänger eines Protosterns gesehen wird.

## Erster Kollaps

### Kollaps von Molekülwolkenkernen

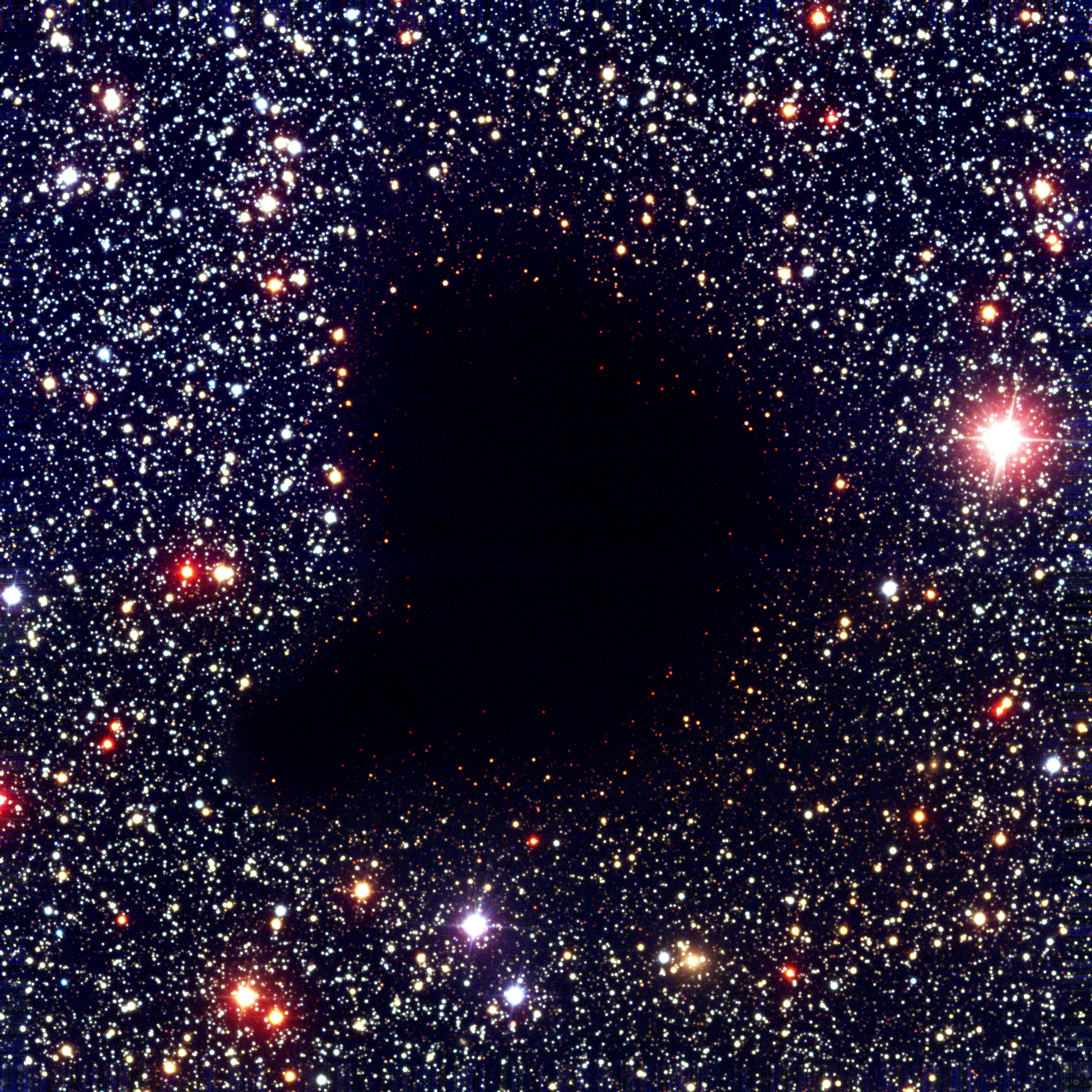
Der prästellare Kern Barnard 68

Sterne entstehen aus dichten Molekülwolkenkernen, die in eine Molekülwolke eingebettet sind. Innerhalb einer solchen Molekülwolke wirken verschiedenste Kräfte. Am wichtigsten ist die Gravitation, die durch ihre anziehende Wirkung dafür sorgt, dass sich diese Kerne weiter zusammenziehen. Diesem Kollaps wirkt hauptsächlich die thermische Energie, also die Eigenbewegung der Moleküle, entgegen, die diese nur aufgrund ihrer Temperatur besitzen. Wichtig zur Stabilität können jedoch auch Magnetfelder und/oder Turbulenz sein.

#### Stabilität und Kollaps
Ein einfaches Mittel zur Stabilitätsanalyse liefert die sogenannte Virial-Analyse. Ist ein Molekülwolkenkern im Gleichgewicht, so balancieren sich (unter Vernachlässigung von Magnetfeldern und Turbulenz) die kinetische Energie der Teilchen und deren potentielle Gravitationsenergie gerade aus. Für den Fall, dass die Gravitationsenergie überwiegt, folgt unweigerlich der Kollaps dieses Kerns. Die Virial-Analyse ist für einen Kern mit homogener Dichte leicht durchzuführen, dient jedoch nur als grobe Abschätzung der Stabilität einer Molekülwolke. Damit eine reale Wolke stabil ist, muss der Druck im Inneren höher sein als in weiter außen liegenden Schichten. Wird dies in der Stabilitätsanalyse berücksichtigt, so ist das Kriterium für Stabilität ein Dichteverhältnis zwischen Zentrum und Hülle. Im Grenzfall für kritische Stabilität spricht man von einer Bonnor-Ebert-Sphäre, und das Stabilitätskriterium kann umgerechnet werden in eine sogenannte Bonnor-Ebert-Masse, die die Wolke überschreiten muss, damit ein Kollaps einsetzen kann.
Überschreitet ein Molekülwolkenkern seine kritische Masse (d. h. die thermische Bewegung der Teilchen kann der Eigengravitation nichts entgegensetzen), so folgt unweigerlich der Kollaps. Dabei erfolgt die Kontraktion, sobald die Grenze zur Instabilität einmal überschritten ist, quasi im freien Fall, das heißt die nach innen stürzenden Schichten spüren nur das Gravitationspotential und fallen ungebremst (und damit insbesondere schneller als lokale Schallgeschwindigkeit) in Richtung Zentrum. Der Kollaps breitet sich dabei von innen nach außen mit Schallgeschwindigkeit aus („Inside-Out Collapse“): Die Region, die kollabiert, wird rund um die dichtesten Kernregionen immer größer, und immer mehr des zuvor statischen, dünnen Gases wird in den Kollaps mit einbezogen.
Wie erwähnt, besitzt ein Kern anfänglich eine erhöhte Dichte im Zentrum, weswegen in dieser Region der Kollaps auch schneller abläuft als in der Hülle. Während dieses Kollapses wird Gravitationsenergie in thermische Energie umgewandelt und im mm-Wellenlängenbereich abgestrahlt. Da die äußeren Hüllen jedoch für Strahlung dieser Wellenlängen durchlässig sind, wird die gravitative Bindungsenergie komplett nach außen abgestrahlt. Deswegen ist diese erste Phase isotherm, die Temperatur des Kerns ändert sich also zunächst nicht.
Spielen Magnetfelder eine Rolle, so wird die Situation deutlich komplizierter. Elektronen und Ionen bewegen sich wendelförmig um die Magnetfeldlinien. In deren Richtung ist ein Kollaps ungehindert möglich. Für Bewegungen senkrecht zu den Feldlinien ist die Physik komplizierter. Durch die Bindung der ionisierten Materie an das Magnetfeld behindert dieses den Kollaps, wird aber auch umgekehrt von der Materie mitgenommen. So wie die Materie sich verdichtet, verstärkt sich das Magnetfeld. Neutrales und ionisiertes Gas koppeln aneinander durch Stöße von Molekülen und Ionen und bewegen sich gemeinsam. Mit steigender Dichte fällt der Ionisationsgrad und die Kopplung wird schwächer, d. h., die Zeitskala, auf der Materie beiderlei Ladung quer zu den Feldlinien in dichtere Gebiete diffundieren kann (Ambipolare Diffusion), nimmt ab. Allerdings nimmt im freien Fall auch die verfügbare Zeit ab, und die magnetische Spannung steigt mit der Verformung der Feldlinien.
Im weiteren Verlauf des Kollapses steigt die Dichte weiter an, die Hülle wird für die Strahlung optisch dick und bewirkt somit eine Aufheizung. Langsam führt diese Aufheizung zur Ausbildung eines hydrostatischen Gleichgewichts im Zentrum, welches den Kollaps verlangsamt und schließlich stoppt.
Dieser sogenannte erste Kern, englisch auch First Hydrostatic Core (FHSC), der zum Großteil aus Wasserstoffmolekülen besteht, hat einen Radius von typischerweise 10 bis 20 AE, was etwa dem dreifachen Radius der Jupiterbahn entspricht. Im Zentrum ist der Kollaps nun zunächst gestoppt, die weiter außen liegenden Bereiche der Hülle stürzen jedoch weiterhin im freien Fall auf diesen ersten Kern. Das Auftreffen der Materie auf den hydrostatischen Kern führt dabei zur Ausbildung von Schockwellen, die schließlich den Kern noch zusätzlich aufheizen. Diese erste Phase der Sternentstehung vom Kollaps bis hin zur Bildung eines hydrostatischen Kerns dauert rund 10.000 Jahre und ist durch die sogenannte Freifallzeit definiert.

#### Beobachtung von prästellaren Kernen
Prästellare Kerne werden mit den gleichen Methoden wie Molekülwolken beobachtet. Zum einen schluckt der in ihnen enthaltene Staub das Licht von Hintergrundsternen, weswegen sie im optischen und nahen Infrarot als sternfreie Gebiete zu sehen sind. Zum anderen strahlen sie auch durch ihre Temperaturen von rund 10 K bei (sub-) mm-Wellenlängen und können dort durch die thermische Emission des Staubs gesehen werden.
Ebenso wie Molekülwolken im Allgemeinen werden auch prästellare Kerne mit Hilfe von Moleküllinien beobachtet und nachgewiesen. Im Gegensatz zur Molekülwolke, die hauptsächlich durch CO nachgewiesen wird, macht man sich bei der Beobachtung von Kernen verschiedene Effekte zu Nutze. Zum einen ist das Zentrum eines Kerns durch dessen Hülle vom interstellaren Strahlungsfeld geschützt. Das lässt dort chemische Verbindungen entstehen, die durch diese Strahlung zerstört würden. Somit kommen in prästellaren Kernen Moleküle vor, die sich im interstellaren Medium nicht finden. Zum anderen sind die Kerne so dicht, dass diese Moleküle durch Kollisionen mit Wasserstoffmolekülen zu höheren Zuständen angeregt werden und charakteristische Spektrallinien abstrahlen.
Die Chemie innerhalb eines solchen prästellaren Kerns ist heute noch Gegenstand der aktuellen Forschung, da neben chemischen Reaktionen in der Gasphase auch das sogenannte Ausfrieren von Molekülen auf Staubteilchen und die damit verbundene Chemie der Staubteilchen mit berücksichtigt werden muss.
Ebenso unbekannt und bisher noch nie beobachtet ist die Übergangsphase von einem prästellaren in einen protostellaren Kern, das heißt die Beobachtung eines ersten Kerns. Allerdings sind einige Kandidaten für ein solches Objekt entdeckt worden, eine bestätigte Beobachtung ist bis heute jedoch ausgeblieben.

## Protosterne

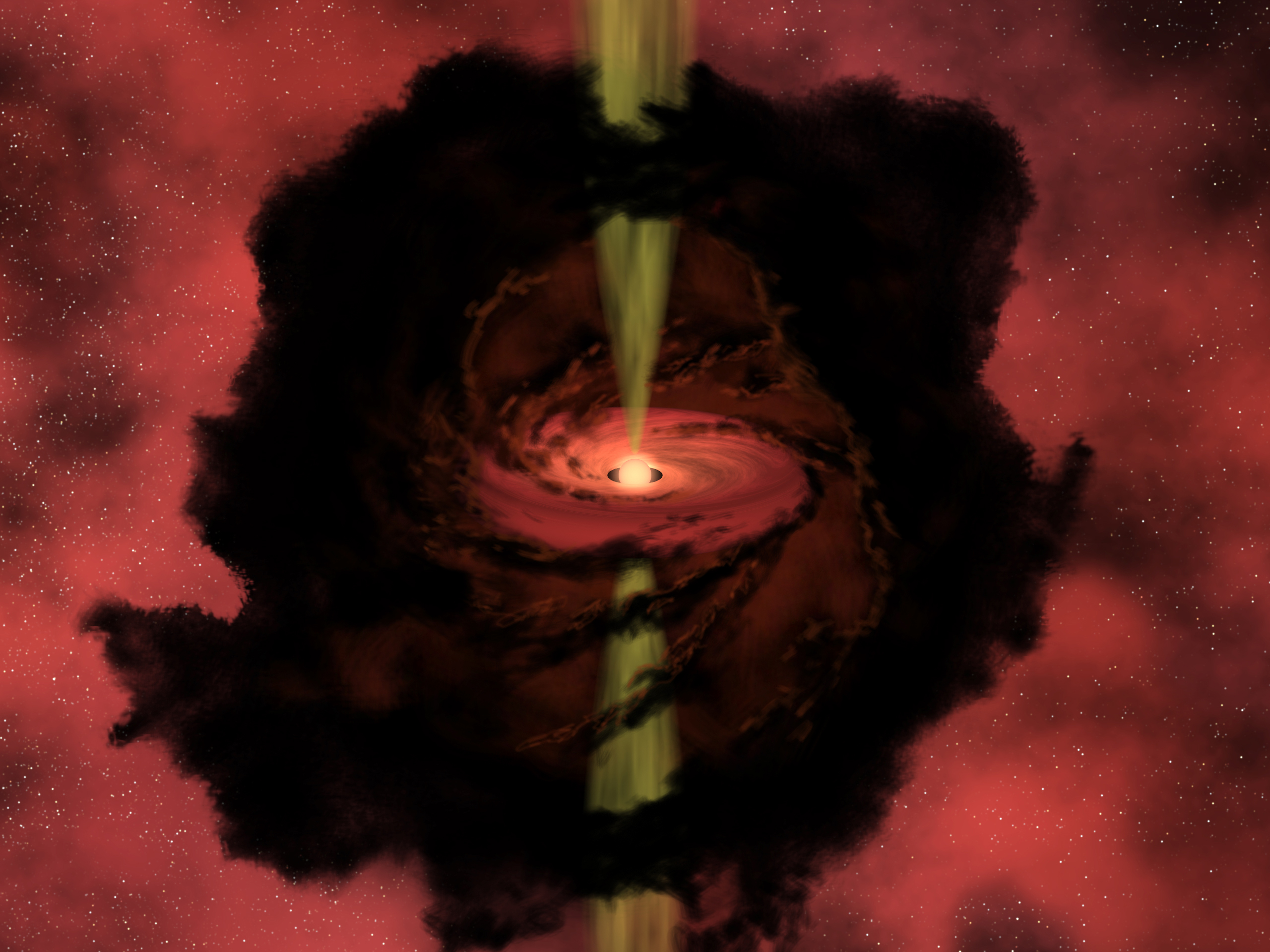
Die Frühphase der Sternentstehung spielt sich, wie in dieser künstlerischen Darstellung angezeigt, tief eingebettet und im Optischen unsichtbar im Inneren des Molekülwolkenkerns ab. Das einstürzende Hüllenmaterial sammelt sich in einer Scheibe um den jungen Protostern. Aus dieser Scheibe bilden sich starke Jets, die sich senkrecht dazu in die umgebende Hülle bohren.

### Zweiter Kollaps
Die Aufheizung des sogenannten ersten Kerns dauert nur so lange an, bis die Temperatur ausreicht, um die Wasserstoffmoleküle in ihre Einzelatome zu spalten. Die Energie, die dabei abgegeben wird, steht jedoch nicht mehr zur Stabilisierung des Kerns zur Verfügung. Dies führt zu einem zweiten Kollaps, der erst gestoppt wird, wenn sich erneut ein hydrostatisches Gleichgewicht ausbildet. Der zweite Kern besteht jedoch hauptsächlich aus Wasserstoffatomen und hat etwa eine Ausdehnung von eineinhalb Sonnenradien. Aus einem prästellaren Kern ist schließlich ein Protostern geworden: ein Stern, der noch an Masse gewinnt und seine Leuchtkraft vor allem aus der Akkretion von außen auf das Objekt fallender Materie bezieht.
Obwohl dieser Protostern bereits mit einer Temperatur von einigen 1000 K strahlt, ist er von außen durch die ihn umgebende dichte Hülle verdeckt. Seine Strahlung sorgt jedoch für eine graduelle Aufheizung der Molekülwolke von innen heraus. In den inneren Regionen steigt die Temperatur bis über 1500 K, so dass alle heißen Staubteilchen verdampfen. Dort bildet sich eine weitgehend strahlungsdurchlässige Region („opacity gap“) im Inneren des Staubmantels.
Steigt die Temperatur in den Zentralbereichen der Molekülwolke über Temperaturen von rund 100 K, beginnen die Moleküle aus der Eishülle um die Staubteilchen auszudampfen und in die Gasphase überzutreten. In diesem sogenannten Hot Corino finden durch die erhöhten Temperaturen und hohen Häufigkeit von Molekülen in der Gasphase eine Vielzahl von chemischen Reaktionen statt. Die Vorgänge in diesen Regionen stehen somit im Gegensatz zu denen in den kalten Außenbereichen der protostellaren Wolke, die von ihren Bedingungen her immer noch den prästellaren Kernen ähneln.
Die weiter außen liegenden Hüllenbereiche, die sich immer noch im freien Fall befinden, regnen weiterhin auf den Protostern nieder und sorgen so für einen steten Massenzuwachs. Der Großteil der Leuchtkraft wird aus diesem Akkretionsprozess gewonnen. Noch befindet sich jedoch nur rund etwa 1 % der Gesamtmasse des Molekülwolkenkerns im Zentralgestirn. Die Phase, in der der Stern durch den Einfall von Hüllenmaterial stetig an Masse zunimmt, nennt man Hauptakkretionsphase. In vereinfachender Betrachtung vollzieht sich dieser Kollaps radialsymmetrisch. Genauer betrachtet besitzen die Molekülwolkenkerne jedoch einen von Null verschiedenen Drehimpuls, sodass Staub und Gas nicht ohne Weiteres auf das Zentralgestirn fallen können.

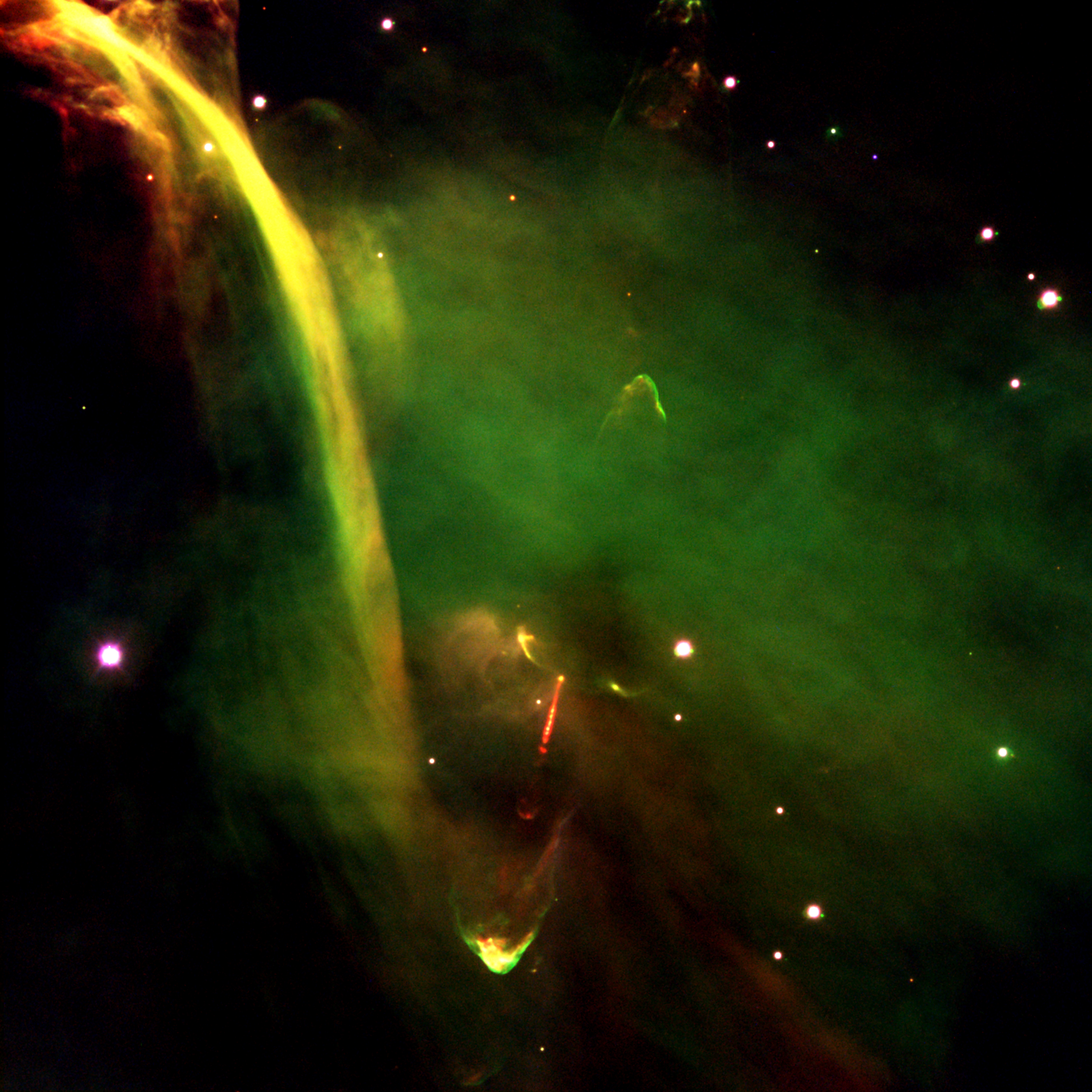
Der eingebettete Protostern (etwas unterhalb der Bildmitte) emittiert senkrecht zur protostellaren Scheibe einen Jet (rot, wobei hier nur die von uns abgewandte Seite des Jets durch die Wolke verdeckt ist), der bei der Wechselwirkung mit Hüllenmaterial an seinem Ende keulenartige Schocks ausbildet (gelb).

### Zirkumstellare Scheibe und Jets
Ein Kollaps erfordert eine Umverteilung des Drehimpulses. Dies führt häufig zur Bildung von Doppel- oder Vielfachsternsystemen, oder senkrecht zur Rotationsachse einer zirkumstellaren Scheibe. Innerhalb dieser Scheibe ist ein effektiver Transport von Drehimpuls möglich, was einerseits dazu führt, dass Partikel Richtung Zentralgestirn wandern, andererseits aber auch zu einer Ausweitung der Scheibe, da die Teilchen, die Drehimpuls aufnehmen, weiter nach außen driften. Diese Scheibe kann eine Ausdehnung von rund 100 AE haben.
Neben einer zirkumstellaren Scheibe bilden diese Protosterne senkrecht dazu bipolare, stark kollimierte Jets aus. Diese werden durch ein Zusammenspiel von Rotation, Magnetfeldern und Akkretion erzeugt. Es wird angenommen, dass bereits FHSCs (erste Kerne) schwache molekulare Ausflüsse bilden können, während Jets in der späteren Evolutionsphase gebildet werden. Gefüttert werden diese durch Material aus der zirkumstellaren Scheibe. Sie stoßen dabei mit Überschallgeschwindigkeit in das umgebende Hüllenmaterial, was zur Ausbildung von Schocks führt. Diese Schocks heizen sich stark auf, und dies ermöglicht chemische Reaktionen, die zur Bildung neuer Moleküle führen können. Neben den Jets mit Geschwindigkeiten von einigen 100 km/s gibt es auch langsamere, weniger kollimierte Ausflüsse molekularer Materie mit Geschwindigkeiten von bis zu einigen 10 km/s. Dabei handelt es sich wohl um Material, das der Jet beim Durchströmen der Hülle mit sich reißt. Der Jet frisst somit langsam einen Hohlraum in die protostellare Wolke. Dieser Hohlraum ist zunächst noch sehr schmal, mit Öffnungswinkeln von nur einigen Grad, weitet sich jedoch mit fortschreitender Zeit immer weiter aus und sorgt für die Zerstreuung und Ausdünnung der Hülle in Richtung der Ausflüsse.
Der Protostern selbst akkretiert weiter Materie. Sie fällt jetzt jedoch nicht mehr direkt und isotrop auf ihn ein, sondern wird hauptsächlich über die zirkumstellare Scheibe aufgenommen (weswegen diese oft auch Akkretionsscheibe genannt wird).

### Klassifizierung von Protosternen
| Spektralklasse   | Spektralindex   |
| ---------------- | --------------- |
| Klasse 0         | −0,0 > –        |
| Klasse I         | −0,0 > α > 0,3  |
| Flaches Spektrum | −0,3 > α > −0,3 |
| Klasse II        | −0,3 > α > −1,6 |
| Klasse III       | −0,0 > α < −1,6 |

Zur genaueren evolutionären Klassifizierung dienen Astronomen hier sogenannte spektrale Energieverteilungen (engl. spectral energy distribution, SED), der Farbindex und insbesondere der sogenannte Spektralindex
{\displaystyle \alpha ={\frac {\mathrm {d} \log(\lambda F_{\lambda })}{\mathrm {d} \log \lambda }}}.
Hierbei ist {\displaystyle \lambda } die Wellenlänge und {\displaystyle F_{\lambda }} die spektrale Flussdichte. Üblicherweise wird zur Klassifikation der Spektralindex für Nahinfrarot-Wellenlängen zwischen 2,2 und 10 μm herangezogen. Die Strahlung von protostellaren Systemen ist dominiert durch thermische Strahlung. In der Frühphase mit Temperaturen von einigen 10 K ist das Strahlungsmaximum weit im fernen Infrarot und die Strahlungsintensität steigt somit mit steigender Wellenlänge an (α > 0). Beim Erreichen der Hauptreihe ist die SED dominiert durch das Zentralgestirn mit Temperaturen von einigen 1000 K mit dem Strahlungsmaximum im Optischen und einem daraus resultierenden negativen Spektralindex.

### Beobachtung von Protosternen
Im optischen und Nahinfrarot-Wellenlängenbereich unterscheiden sich protostellare Kerne kaum von prästellaren Kernen. Die dichte Hülle verschluckt das Licht dahinter liegender Sterne, weswegen sie am Himmel ebenfalls als dunkle Regionen erkennbar sind. Bei (sub-) mm-Wellenlängen sieht man ebenfalls die thermische Strahlung des Staubs in der Hülle.
Unterschiede zeigen sich bei Beobachtungen in den dazwischen liegenden Wellenlängen, da die Hülle bei diesen Wellenlängen durchsichtig wird. Da diese Beobachtungen im mittleren und fernen Infrarot aufgrund der Atmosphäre nicht von der Erdoberfläche aus möglich waren, konnte erst mit Hilfe von Satellitenmissionen und voranschreitender Detektor-Technologie diese Lücke geschlossen werden.
Wichtigstes Instrument zur Beobachtung dieser Frühphasen der Sternentstehung war die Satellitenmission IRAS, die den ganzen Himmel systematisch mit Breitbandfiltern mit zentralen Wellenlängen von 12 μm, 25 μm, 60 μm und 100 μm untersuchte. Klasse-0-Protosterne konnten dabei meist, abhängig von der Entfernung des Objekts, nur in den längeren Wellenlängen detektiert werden, da sie noch zu kalt sind, um bei Wellenlängen von nur einigen 10 μm stark zu strahlen. Mit dem Start des Spitzer-Weltraumteleskops im Jahre 2003 konnten durch dessen höhere Sensitivität jedoch auch bei kürzeren Wellenlängen (z. B. 24 μm) eine Reihe von Klasse-0-Protosternen in Molekülwolken entdeckt werden, die man bisher für sternenlos gehalten hatte. Diese Objekte bilden die neue Klasse der sogenannten VeLLOs (engl. Very Low Luminosity Objects) und sind Gegenstand aktueller Forschung.
Neben der Wärmestrahlung der protostellaren Wolke ist es auch möglich, die bipolaren Materie-Ausflüsse zu beobachten. Hierzu beobachtet man häufig Moleküllinienübergänge von CO (und dessen Isotopen). Sie erlauben Rückschlüsse über Geschwindigkeiten in den Ausflüssen oder aber auch über Anregungsbedingungen (Dichte, Temperatur, …). Andere Moleküle, die z. B. nur in den extremen Umweltbedingungen von Jets gebildet werden können, werden häufig verwendet, um die Natur von Jets zu erforschen. Auch die Rotationssignatur der Scheibe kann mit Hilfe diverser Moleküllinienübergänge gesehen werden. Die geringe Ausdehnung dieser Scheiben erschwert jedoch eine räumliche Auflösung, weswegen oft interferometrische Aufnahmen nötig sind.

### Spektrale Klassifikation
Sterne werden während ihrer Entstehungsphase über die spektrale Energieverteilung (SED) charakterisiert und klassifiziert. Die SED von Klasse-0-Protosternen ähnelt in ihrer Form der eines kalten Schwarzkörpers mit einer Temperatur von nur rund 20–30 K. Im Zentrum hat sich zwar bereits ein Protostern gebildet; seine Strahlung wird jedoch durch die dichte Hülle komplett absorbiert und sorgt für dessen Aufheizung.
Die SED von Klasse-I-Protosternen wird immer noch durch die thermische Strahlung der kalten Staubhülle dominiert. Es zeigt sich jedoch bei kürzeren Wellenlängen die Schwarzkörperstrahlung des Protosterns im Zentrum, der bereits eine Temperatur von einigen 1000 K besitzt. Neben der thermischen Strahlung zeigen sich in der SED auch spektrale Eigenheiten des Hüllenmaterials. Das Strahlungsmaximum bei 10 µm ist auf Staub in Form von Silikaten zurückzuführen.

SED eines Protosterns der Klasse 0
SED eines Protosterns der Klasse I

## Vorhauptreihensterne

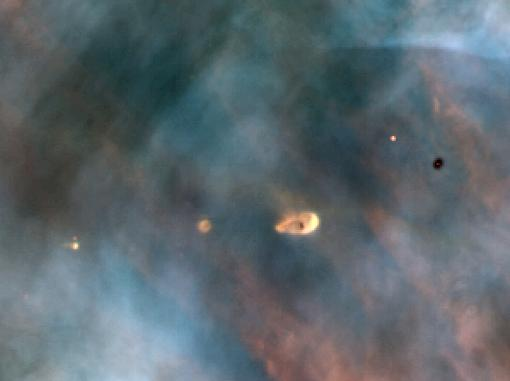
Protoplanetare Scheiben um junge Sterne in M42

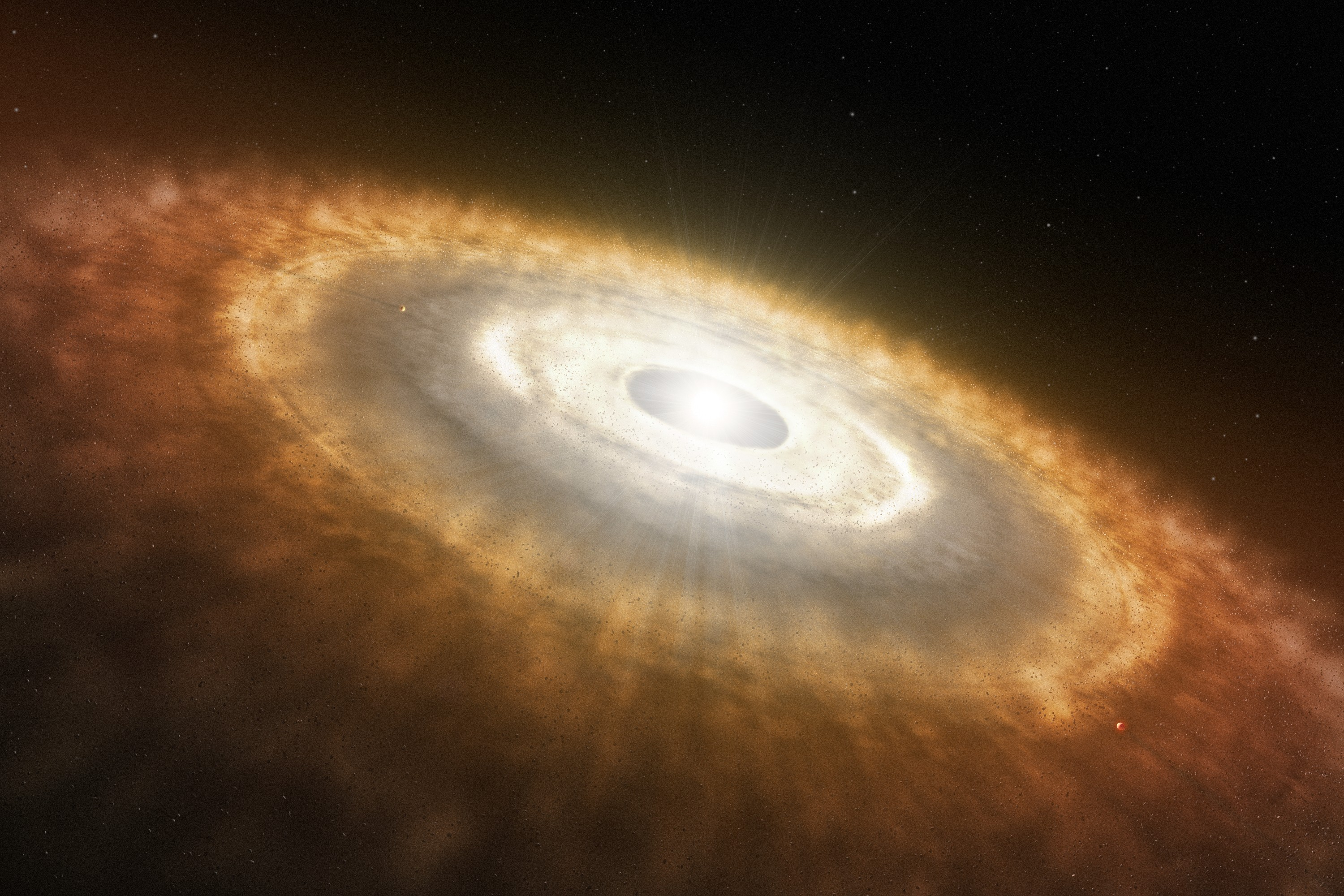
Künstlerische Darstellung einer protoplanetaren Scheibe um einen jungen Stern

In der Frühphase der Sternentstehung bezieht der Protostern einen Großteil der Leuchtkraft aus der Akkretion von Material aus der Hülle. Im weiteren Verlauf der Evolution nimmt diese jedoch immer weiter ab, und die Leuchtkraft wird hauptsächlich durch die Eigenkontraktion des Zentralgestirns geliefert. In diesem Stadium spricht man nicht mehr von einem Protostern, sondern von einem Vorhauptreihenstern.

### T-Tauri-Sterne und Herbig-Ae/Be-Sterne
Die astronomische Nomenklatur für Sterne in diesem Stadium richtet sich nach der Masse: Bei einer Masse von weniger als 2 Sonnenmassen spricht man von T-Tauri-Sternen, bei massereicheren Sterne mit bis zu 8 Sonnenmassen von Herbig-Ae/Be-Sternen.
Bei T-Tauri-Sternen ist die Hülle bereits so weit ausgedünnt, dass sie einen direkten Blick auf das Zentralgestirn und die umgebende Scheibe erlaubt. Es zeigt sich, dass diese jungen Sterne infolge starker Magnetfelder zu einem Großteil von „Sternflecken“ bedeckt sind. Des Weiteren besitzen T-Tauri-Sterne starke Winde, sodass die weitere Akkretion, etwa 10−9 bis 10−7 Sonnenmassen pro Jahr, nur noch über die protoplanetare Scheibe geschieht, die anfangs rund 0,5 % der Masse des Zentralgestirns ausmacht. Im Laufe von rund 2 Millionen Jahren löst sich die Scheibe durch verschiedenste Prozesse (Akkretion, Jets, Photoevaporation und andere) auf.
Haben T-Tauri-Sterne anfangs noch starke Emissionslinien, so nimmt deren Intensität im Zuge der Auflösung der protoplanetaren Scheibe ab. Man spricht deswegen auch von Weak T-Tauri Stars (WTTS) im Gegensatz zu den klassischen T-Tauri-Sternen (engl. classical T-Tauri Star CTTS). Mit abnehmender Gasmasse in der Scheibe sinkt auch die Jet-Aktivität.
Im Hertzsprung-Russell-Diagramm (HRD) tauchen T-Tauri-Sterne über der Hauptreihe auf und wandern zunächst auf der Hayashi-Linie fast senkrecht nach unten. Im Zentrum nimmt dabei die Temperatur zu, sie reicht jedoch zunächst nur für die energetisch unerhebliche Fusion primordialen Deuteriums und Lithiums. Zunächst ist der Stern optisch dick, so dass die im Inneren freigesetzte Gravitationsenergie durch Konvektion nach außen gelangt. Sterne mit einer Masse von mehr als 0,5 Sonnenmassen bilden früher oder später eine kompakte Kernzone, deren hohe Fallbeschleunigung Konvektion unterbindet. Mit der Beschränkung auf Strahlungstransport steigt die Temperatur, auch im äußeren, konvektiven Teil der Hülle, und der Vorhauptreihenstern schwenkt im HRD auf einen fast waagrechten Evolutionspfad. Schließlich setzt die Kernfusion von Wasserstoff ein und verhindert eine weitere Kontraktion, der Stern hat die Hauptreihe erreicht. Sterne mit einer Masse von weniger als 0,5 Sonnenmassen bleiben bis zum Erreichen der Hauptreihe vollkonvektiv. Sterne mit weniger als 0,08 Sonnenmassen (in etwa 80 Jupitermassen) erreichen nicht die für das Wasserstoffbrennen nötige Kerntemperatur. Ihre Kontraktion endet mit der Entartung der Elektronen. In der Folge kühlen diese „gescheiterten Sterne“ als Braune Zwerge aus.

### Beobachtung von Vorhauptreihensternen
Vorhauptreihensterne sind mit denselben Methoden beobachtbar wie Protosterne. Des Weiteren besteht aber auch die Möglichkeit, die protoplanetare Scheibe durch Streulicht zu beobachten. Die Physik der Streuprozesse erlaubt dabei Rückschlüsse auf die Art der streuenden Staubteilchen.
Mit neuen Teleskopen (z. B. ALMA) wird es in Zukunft auch möglich sein, durch Planeten verursachte Lücken in protoplanetaren Scheiben direkt zu beobachten. Indirekte Hinweise darauf werden bisher bereits in Spektren bei Infrarotwellenlängen gefunden. In jungen Hauptreihensternen und Vorhauptreihensternen der Klasse III, in denen sich das Gas in der Scheibe quasi komplett verflüchtigt hat und sogenannte Debris-Disks übrig sind, ist es möglich, Planeten direkt zu beobachten.

### Spektrale Klassifikation
Die spektrale Energieverteilung von T-Tauri Sternen ist dominiert durch die Schwarzkörperstrahlung des Zentralgestirns. Die protoplanetare Scheibe sorgt jedoch für einen Überschuss an Strahlung im mittleren und fernen Infrarot. Durch die verschiedenen Komponenten der Scheibe mit unterschiedlichen Temperaturen kann dieser Strahlungsüberschuss nicht durch einen Schwarzkörper mit einer einzigen Temperatur beschrieben werden.
Mit dem langsamen Ausdünnen der protoplanetaren Scheibe verschwindet deren Strahlungsanteil fast vollständig und es bleibt die Strahlung des Vorhauptreihensterns. In manchen Systemen findet man jedoch noch einen kleinen Strahlungsexzess, der üblicherweise auf Debris-Disks hindeutet.

SED eines Protosterns der Klasse II
SED eines Protosterns der Klasse III

## Sternentstehung in Clustern

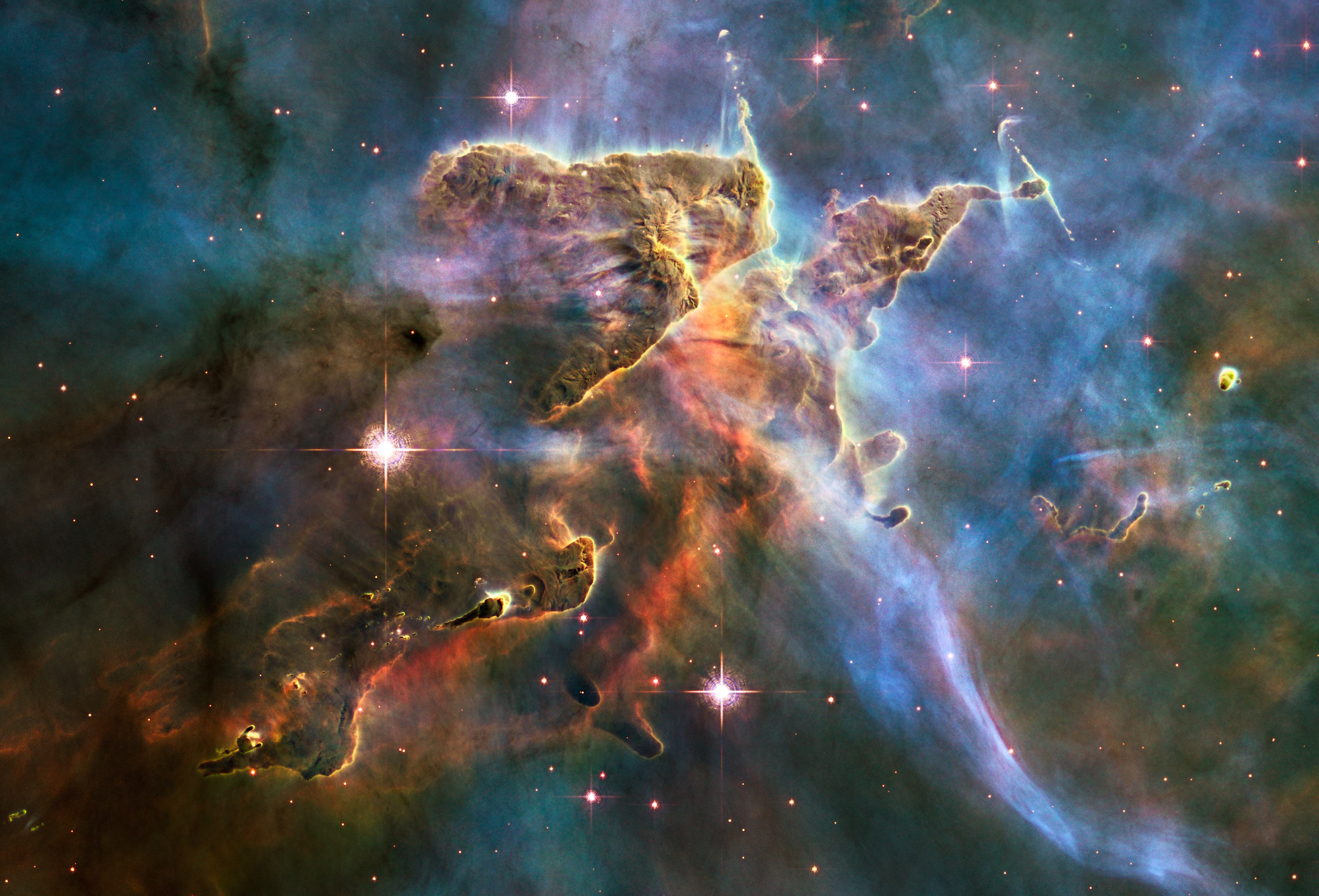
Sternentstehung im Carinanebel

Während Sterne mit niedriger Masse auch in Isolation entstehen können, formen sich massereichere Sterne nur in sogenannten Clustern, die aus größeren Molekülwolken entstehen. In solchen Sternhaufen können verschiedene Prozesse zu Abwandlungen vom klassischen Paradigma der Sternentstehung führen. Zwei Protosterne, die Material aus demselben Molekülwolkenkern akkretieren, treten zueinander in Konkurrenz und können den Massenzufluss auf den jeweils anderen Protostern stoppen; Jets und Ausflüsse können in andere protostellare Systeme vordringen, und Gezeitenkräfte können als zusätzlicher Störfaktor auftreten. Dies sind nur einige Beispiele, wie sich die Sternentstehung in Isolation von Entstehungsprozessen in Clustern unterscheiden kann.
Ein weiterer Faktor, der diese beiden Schemata der Sternentstehung (Isolation vs. Cluster) voneinander unterscheidet, ist das Auftreten von massereicheren Sternen in Clustern. Im Gegensatz zur Entstehung von Sternen wie unserer Sonne, die nach rund 10 Millionen Jahren abgeschlossen ist, bilden sich massereiche Sterne mit Massen von mehr als 8 Sonnenmassen in wesentlich kürzerer Zeit. Prinzipiell werden dabei die gleichen Evolutionsstadien durchlaufen (Gravitationskollaps, Bildung einer Scheibe und Jets), jedoch zeitlich nicht so stark differenziert. Während im Zentrum bereits die Kernfusionsprozesse beginnen, ist der Stern immer noch von einer dichten Staubhülle verdeckt. Dies wirkt sich vor allem auf die Beobachtbarkeit massereicher Vorhauptreihensterne aus, die somit hauptsächlich bei Infrarot- und längeren Wellenlängen beobachtet werden können.
Da massereichere Sterne höhere Oberflächentemperaturen von mehreren 10.000 K haben, besteht ihre thermische Strahlung zum Großteil aus UV- und weicher Röntgenstrahlung. Der Strahlungsdruck kann dabei so groß werden, dass er eine weitere Akkretion verhindert. Weiterhin ist diese Strahlung in der Lage, neutrale Wasserstoffatome in der Hülle zu ionisieren. Für O-Sterne kann diese sogenannte H-II-Region einen Durchmesser von rund 100 Lichtjahren haben. Die Ionisation und die darauffolgende Rekombination führen zur Emission der Wasserstoffserien, wobei die dominierende Linie die Hα-Linie der Balmerserie mit 656,3 nm ist.
Ebenso schnell wie diese massereichen Sterne entstanden sind, ist ihr nuklearer Brennstoff aufgebraucht; die Sterne enden schließlich als Supernovae. Dabei werden explosionsartig durch Kernfusion entstandene Elemente an das interstellare Medium abgegeben. Von ihnen ausgehende Druckwellen können zu lokalen Verdichtungen der umgebenden Molekülwolke führen, die dadurch gravitativ instabil werden und ihrerseits wiederum neue Sterne bilden.

## Sternpopulationen
Die vorangehenden Abschnitte schildern die am besten verstandenen Sternentstehungsvorgänge: die Sternentstehung im heutigen Universum. In der Frühzeit der kosmischen Geschichte lagen allerdings deutlich andere Bedingungen vor, und dies erfordert andere Modelle der Sternentstehung: Sterne beziehen beim Erreichen der Hauptreihe ihre Energie quasi ausschließlich aus Kernfusionsprozessen. Dies führt schließlich zur Entstehung von Helium, Kohlenstoff und weiteren schwereren Elementen bis hin zu Eisen. Über Sternenwinde oder durch gewaltige Supernova-Explosionen gelangen diese Elemente schließlich in das interstellare Medium und reichern dieses mit Metallen an (wobei in der Astronomie gemeinhin alle Elemente außer Wasserstoff und Helium als Metalle bezeichnet werden). Diese Metalle spielen in der Sternentstehung eine durchaus wichtige Rolle. Staubpartikel sorgen ebenso wie einige Moleküle (z. B. CO) für eine effiziente Kühlung von Molekülwolkenkernen, was schließlich zur gravitativen Instabilität und somit zum Kollaps führt.
Sterne im frühen Universum konnten sich jedoch nur aus den leichten Elementen formen, die sich kurz nach dem Urknall bildeten. Deswegen müssen sich die Sternentstehungsprozesse fundamental von unserem Verständnis von Sternentstehung in der heutigen Zeit unterscheiden. Ein möglicher Mechanismus ist die massenweise Entstehung von Hunderten bis Millionen von Sternen in Haufen, in denen Gezeitenkräfte und komplexe Wechselwirkungen zwischen den Haufenmitgliedern eine wichtige Rolle spielen. Die metallarmen Sterne, die sich dabei bilden, sogenannte Population-III-Sterne, dürften wesentlich schwerer und somit auch heißer geworden sein als Sterne heutzutage.
Die Nachfolgegeneration von Sternen, die sogenannte Sternpopulation II, hatte schon eine Anreicherung an Metallen im astronomischen Sinne, die zwar nicht die Häufigkeitsverhältnisse bei Sternen wie unserer Sonne erreichte (die zur sogenannten Population I gehört), aber bereits ein deutlich schnelleres Abkühlen der betreffenden Molekülwolken ermöglichte, so dass sich bevorzugt Sterne bilden konnten, deren Masse kleiner ist als die unserer Sonne. Während Sterne der Population III bis heute noch nicht beobachtet wurden, befinden sich im Halo unserer Milchstraße, einer Gegend mit relativ niedriger Sternentstehungsrate, metallarme Population-II-Sterne. In der Scheibe der Milchstraße selbst befinden sich hingegen hauptsächlich Population-I-Sterne.
Während Population-III-Sterne der ersten Generation bisher nicht entdeckt wurden, wurde 2014 der bisher älteste Stern der Population II, mit einem Alter von rund 13,6 Milliarden Jahren, entdeckt (SMSS J031300.36-670839.3, SM0313).

## Sternentstehung in Galaxien
Sternentstehung ist ein Schlüsselprozess bei der Entstehung und Entwicklung von Galaxien. Die zentrale Frage ist dabei, wo und wie effizient in Galaxien Gas in Sterne umgesetzt wird.
Galaxien lassen sich einteilen in solche, die noch in größerem Umfang neue Sterne bilden, und solche, in denen die Sternentstehungsaktivität weitgehend zum Erliegen gekommen ist. Diese Einteilung entspricht einer charakteristischen Farbverteilung der Galaxien mit einer Gruppe von bläulichen (aktive Sternentstehung) und einer Gruppe von rötlichen (kaum Sternentstehung) Galaxien. Die Entwicklungstrends dieser beiden Galaxientypen sind eine Schlüsselbeobachtung der Galaxienentwicklung: Die Anzahl der sternbildenden Galaxien bleibt dabei pro betrachtetem (expandierenden) kosmischen Volumen weitgehend gleich, während die Anzahl der „toten“ Galaxien im Laufe der letzten rund 10 Milliarden Jahre stetig zugenommen hat.
Bereits in den 1970er Jahren wurde erkannt, dass verformte Galaxien – nach heutigem Verständnis die Ergebnisse der Wechselwirkung mehrerer Galaxien miteinander – eine bläulichere Farbe haben als herkömmliche Galaxien des jeweils gleichen Typs. Der Vergleich mit Modellen zeigte, dass die Eigenschaften solcher Galaxien auf vergleichsweise kurze, nämlich nur einige zehn Millionen Jahre andauernde Phasen intensiver Sternentstehung hinweisen. Solche Galaxien heißen (auch im Deutschen) Starburst-Galaxien.
In unserer Heimatgalaxie, der Milchstraße, entsteht rund eine Sonnenmasse an neuen Sternen pro Jahr.